# De Rollen (sluis)
De Rollen was een schutsluis tussen het Damsterdiep en het Kardingermaar (tegenwoordig Borgsloot boven de Rollen) ten oosten van Ruischerbrug.
Het gedeelte van de Borgsloot tussen de overtoom en het open water is over de lengte van 200 meter verzand en gedempt. De demping moet begin jaren 50 zijn gebeurd. Op de topografische kaart van 1950 staat hij nog als zodanig vermeld. Op die van 1955 is hij verdwenen.

## Naam
De sluis zou naar verluidt genoemd zijn naar de de overtoom, die hier oorspronkelijk lag. Deze zou uit een aantal boomstammen bestaan, zo gemonteerd dat ze om hun lengteas konden draaien, om hierover schepen van het ene naar het andere water te trekken (rollen).
Een andere verklaring is dat dat sluis zou zijn vernoemd naar de locatie zelf, waar enige rolpalen ten behoeve van de trekvaart zouden hebben gestaan, vanwege de bocht in het Damsterdiep.
De naam werd ook gebruikt voor de bebouwing en het gebied tussen het Damsterdiep en de Stadsweg. De naam wordt nog nauwelijks gebruikt, met uitzondering van de monumentale boerderij daar met deze naam. De straatnaam Rollen in Ruischerbrug ligt niet in het gebied.